# Tężnia w Radlinie
Tężnia solankowa w Radlinie – obiekt leczniczy w Radlinie, złożony z pawilonu drewnianego o wysokości 7 metrów i długości 21 metrów. Wybudowany w 2014 roku, zaprojektowany przez architekta Jerzego Stożka. Pierwszy tego typu obiekt w przemysłowej części Górnego Śląska. Umożliwia korzystanie z inhalacji aerozolem solankowym na świeżym powietrzu.
Tężnia jest położona w północnej części miasta przy granicy z Rybnikiem.
W 2016 roku obiekt został wyróżniony w konkursie „Najlepsza Przestrzeń Publiczna Województwa Śląskiego”.
W 2017 roku tężnia w Radlinie została wzbogacona o inny obiekt leczniczy – brodzik do hydroterapii metodą ks. dr. Sebastiana Kneippa.

## Solanka
Solanka do tężni w Radlinie sprowadzana jest z zewnątrz. W roku rozpoczęcia działalności korzystano z solanki dostarczanej z Zabłocia, zaś w latach następnych wykorzystywano solankę z Ciechocinka uzupełniając ją m.in. o solankę z Dębowca, jak również Ustronia.